# NGC 3249
NGC 3249 (również PGC 30657) – galaktyka spiralna z poprzeczką (SBc), znajdująca się w gwiazdozbiorze Pompy. Odkrył ją John Herschel 2 lutego 1835 roku.